# Жовторіг
Жовторіг горобинолистий Xanthoceras sorbifolium — вид квіткових рослин родини сапіндових і єдиний вид роду Xanthoceras. Він є рідним для північного Китаю в провінціях Ганьсу, Хебей, Хенань, Ляонін, Внутрішня Монголія, Нінся, Шеньсі та Шаньдун, а також для Корейського півострова. Населяє пагорби та схили. Насіння їстівне.

## Морфологічна характеристика
Це кущі чи невеликі дерева, листопадні, 2–5 метрів заввишки. Гілочки коричнево-червоні, міцні, голі. Листки з ніжкою 15–30 см; листочки знизу зелені свіжими й у молодості запушені, зверху темно-зелені й голі чи рідко запушені на середній жилці, ланцетні чи ± яйцюваті, злегка асиметричні, 2.5–6 × 1.2–2 см, основа клиноподібна, верхівка загострена, край різко зазубрений; кінцевий листок зазвичай глибоко 3-лопатевий. Суцвіття верхівкові, чоловічі пазушні, прямовисні, 12–20 см. Чашолистки 6–7 мм, сірувато запушені. Пелюстки білі й пурпурувато-червоні чи жовті біля основи, ≈ 2 × 0.7–1 см. Тичинки ≈ 1.5 см. Зав'язь сірувато запушена. Коробочки чорні, блискучі, ≈ 1.8 см. 2n = 30. Квітне навесні, плодить рано восени.

## Використання
- Листя, квіти і насіння ксантоцераса їстівні. М'якуш, і ядро можна їсти сирими або використовувати як інгредієнт для приготування їжі. Ядра за смаком нагадують каштани, з дозрілого насіння можуть вироблятися білкові напої. X.sorbifolium має тривалий період цвітіння, ароматні квіти мають великий вміст нектару, Це високоякісне джерело нектару ранньою весною. Згідно з медичними дослідженнями X. sorbifolium в США і Китаї, екстракт шкірки фруктів може пригнічувати клітини раку яєчників, раку шийки матки і меланоми. Лушпиння має два основних значення: сировина фурфуролу, яка має широкий спектр промислового використання, як сировина для лікарських засобів для лікування захворювань сечовидільної системи.

- Олійність насіння становить 40%, а олійність ядер — 66,8%. Вміст ненасичених жирів олії досягає 94%. Вміст насичених жирів в 1,78 рази нижче, ніж у оливкової олії і в 1,9 рази нижче, ніж у арахісової олії. Якість олії краща, ніж арахісова та кунжутна, а її ефект для здоров'я також не має собі рівних із салатною олією та оливковою олією. Олія X. sorbifolium багата на нервонову кислоту (2,6% ~ 5%). Згідно зі звітом про медичні дослідження в Шанхаї, після спожиття олії X. sorbifolium протягом 3 місяців, наслідки інсульту, хвороба Альцгеймера, хвороба Паркінсона, церебральний параліч, церебральна атрофія, травма голови, втрата пам'яті та інші енцефалопатії мають середній ефективний показник 92,8%. Крім того, середня швидкість пригнічення пухлини олії X. sorbifolium на S180 становить 82,94%, що еквівалентно ефекту інгібування пухлини циклофосфаміду, але без токсину циклофосфаміду. «Макуха» після екстракції олії багата білком і може використовуватися як високобілкова їжа, корм для тварин або екстракт гідролізованого білка та амінокислоти. Амінокислоти, витягнуті з X. sorbifolium, є повноцінною незамінною амінокислотою. Харчова цінність і швидкість всмоктування протеїну X.sorbifolium вище, ніж соєвого білка і білка насіння соняшнику, близького до казеїну.

- Гілки і стовбур — ефективні ліки для лікування ревматизму. Листя можна використовувати для приготування чаю, який може, усунути ревматизм і знизити кров'яний тиск. Він також має ефекти стерилізації, протизапальну, зменшення жиру, антиоксидантну дію тощо. Листки містять від 19,18% до 23% білка, що вище, ніж у чорного чаю, а вміст кофеїну близький до вмісту ароматизованого чаю.

## Галерея

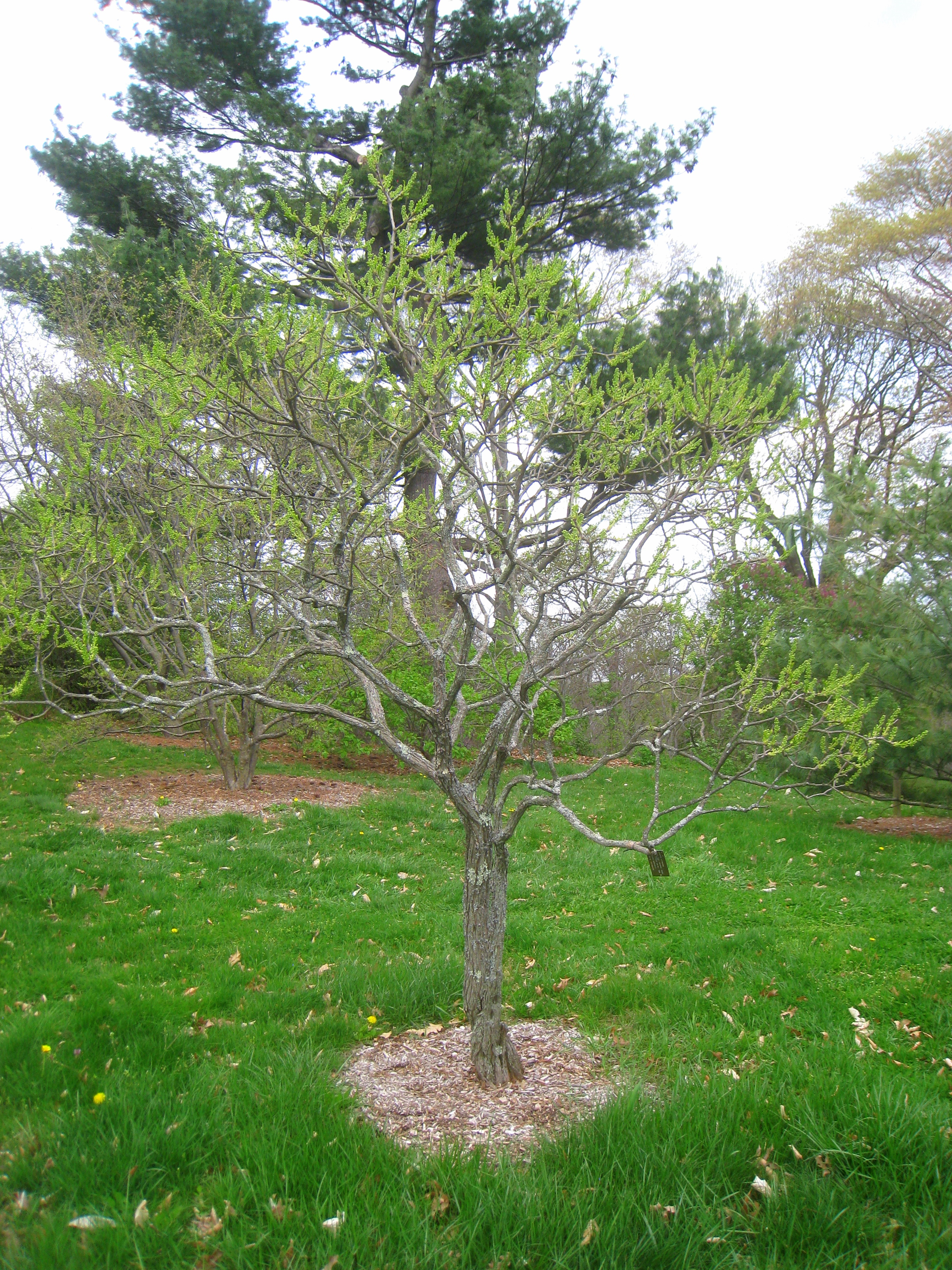
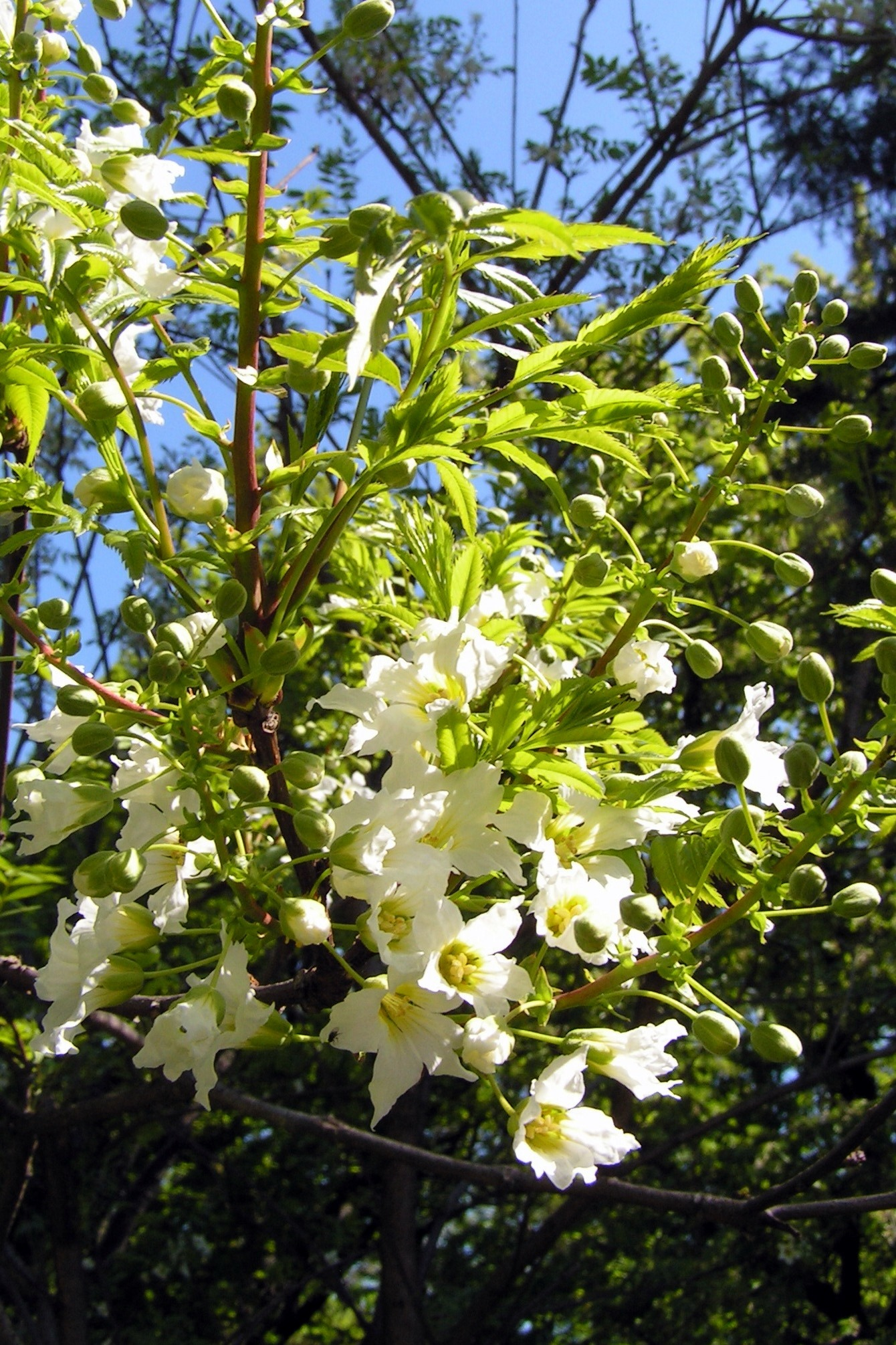
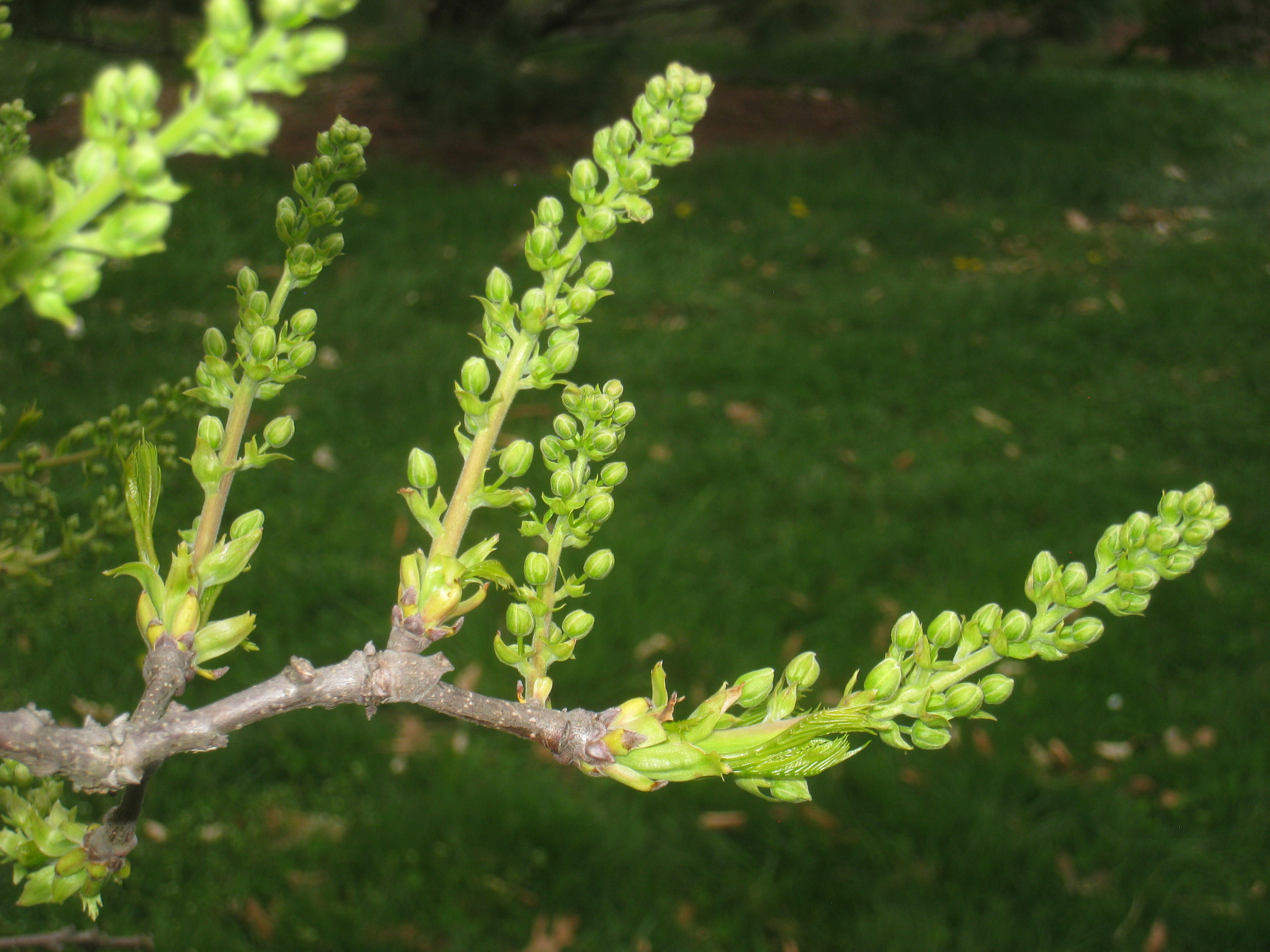
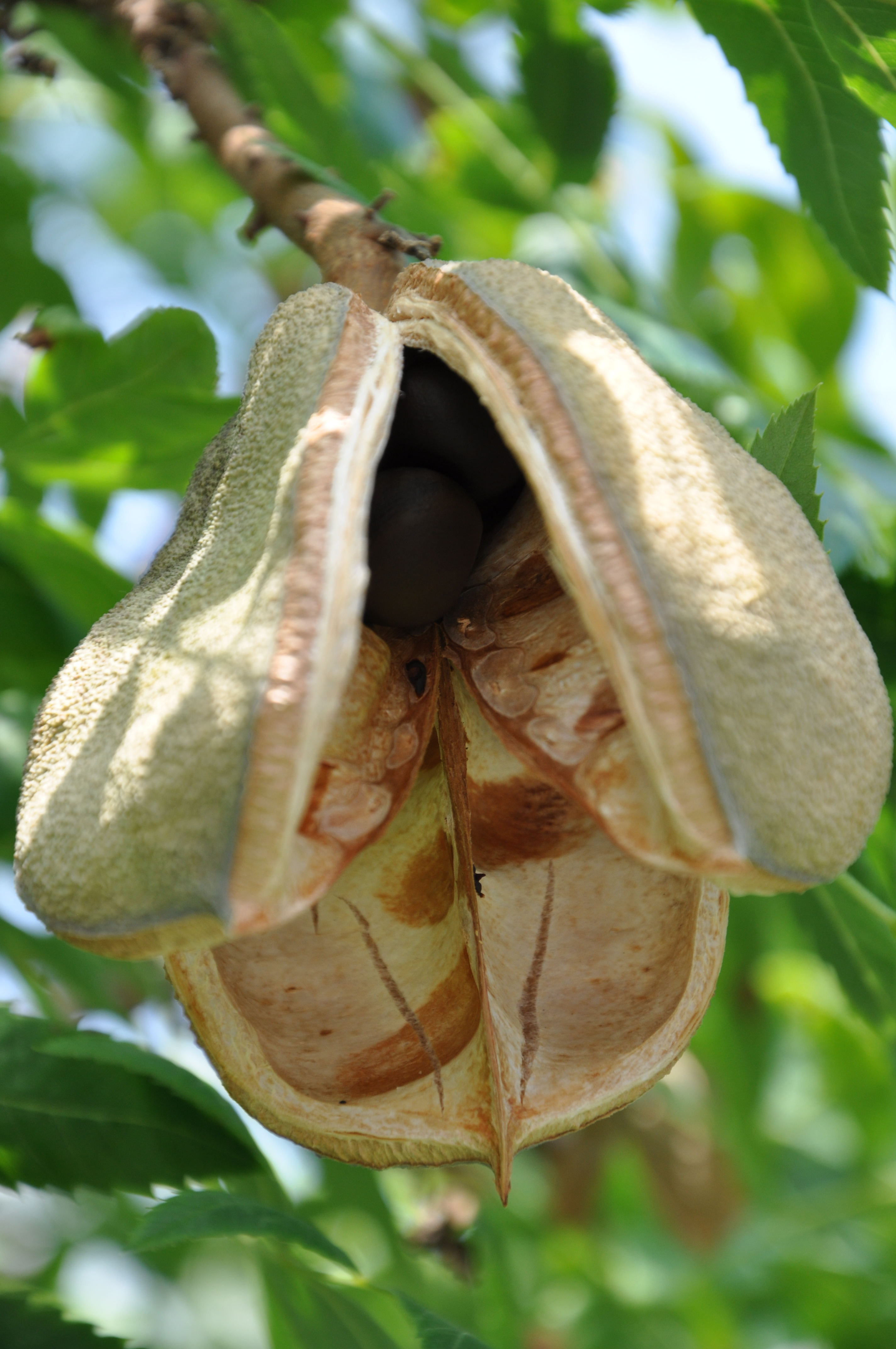